# Inti Raimi
Inti Raimi (in quechua Festa del Sole, talvolta trascritto come Inti Raymi) è una cerimonia religiosa incaica in onore di Inti, il dio-sole. Segna il solstizio d'inverno nelle Ande dell'emisfero australe. La ricorrenza si celebra il 24 giugno di ogni anno nella fortezza di Sacsayhuamán (a 2 km da Cusco).
Durante l'epoca degli inca, Inti Raimi era la più importante delle quattro feste celebrate a Cusco, secondo quanto riporta Garcilaso de la Vega (detto l'Inca), e indicava l'inizio dell'anno e l'origine mitologica del popolo Inca. Durante i 9 giorni di festeggiamenti si facevano balli e sacrifici umani, con immane spargimento di sangue innocente. L'ultima festa di Inti Raimi alla presenza dell'Imperatore Inca fu tenuta nel 1535. Nel 1572 la festa fu proibita dal Viceré Francisco de Toledo, essendo considerata una cerimonia pagana, contraria alla fede cattolica; da allora fu celebrata clandestinamente. Nel 1944 Faustino Espinoza Navarro effettuò una ricostruzione storica dell'Inti Raimi, basata sulla cronaca di Garcilaso de la Vega, riferita unicamente alla cerimonia religiosa. Da allora, la cerimonia è tornata ad essere un evento pubblico con un forte richiamo turistico.

## Storia
All'epoca degli Inca, questa cerimonia si teneva nella piazza Aucaypata, oggi piazza d'armi di Cusco, e vi partecipava l'intera popolazione della città, a volte circa centomila persone. Naturalmente, con l'arrivo degli spagnoli fu soppressa. Il 24 giugno, solstizio d'inverno australe, il Sole si trova nel punto di massima distanza dalla Terra. All'epoca degli Inca, questo aveva un'importanza fondamentale, essendo l'inizio del nuovo anno associato alla nascita dell'etnia inca. Garcilaso de la Vega ci dice che questa era la festa più importante, alla quale partecipavano "i curacas, i vassalli di tutto l'impero [...] con gli abiti più eleganti che avevano". La preparazione era rigorosa, nei "tre giorni precedenti non mangiavano che un po' di mais bianco, crudo, qualche erba che chiamano chúcam e semplice acqua. In tutto questo tempo, in tutta la città, non si accendeva il fuoco e ci si asteneva dal giacere con le proprie mogli". Per la cerimonia le vergini del Sole preparavano dei panini di mais.
In questo giorno, il sovrano e i suoi parenti aspettavano, scalzi, il sorgere del Sole nella piazza: accovacciati ("che per questi indios è come mettersi in ginocchio", attesta il cronista), con le braccia aperte e dando baci nell'aria, accoglievano l'astro regale. Quindi l'"Inca", con due bicchieri d'oro, brindava con la chicha: dal bicchiere di sinistra bevevano i suoi parenti, mentre quello di destra era rovesciato in una giara d'oro. Poi si recavano al Corichancha ed adoravano il Sole. I curacas presentavano le offerte che avevano portato dalle proprie terre e poi il corteo tornava nella piazza, dove si celebrava il sacrificio del bestiame davanti al fuoco nuovo, acceso usando come specchio il bracciale d'oro del sommo sacerdote. La carne degli animali veniva divisa tra tutti i presenti, insieme a una gran quantità di chicha, durante tutti i nove giorni di festeggiamenti che seguivano.

## Il moderno Inti Raimi

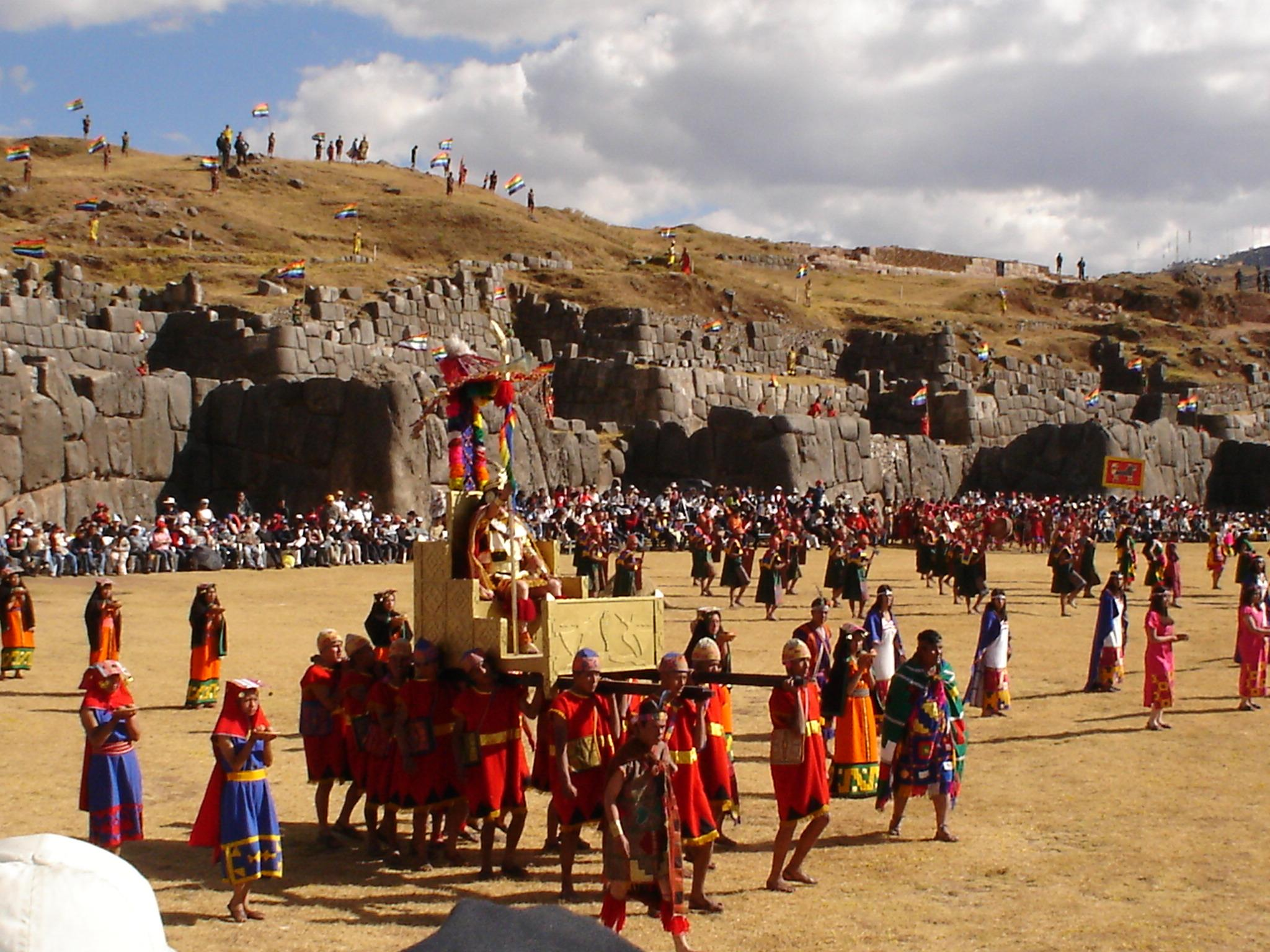
Moderna celebrazione dell'Inti Raimi a Sacsayhuamán.

Oggi, l'Inti Raimi ha un carattere differente, e non potrebbe essere altrimenti: è uno spettacolo indirizzato tanto ai turisti quanto agli abitanti di Cusco, per i quali è un punto di riferimento per la coscienza locale, motivo questo per cui suscita un tale massiccio interesse e partecipazione. La rappresentazione, partecipata da migliaia di persone, inizia di fronte al Coricancha, dove l'"Inca" invoca il Sole. Intanto gli spettatori aspettano nella spianata del Sacsayhuamán, verso la quale il corteo si sposta immediatamente. Il corteo entra in scena con dei gruppi di persone, che rappresentano gli abitanti delle quattro nazioni, che si alternano nel portare l'"Inca" sulla sua lettiga.
La sceneggiatura della rappresentazione fu scritta in lingua quechua da Faustino Espinoza Navarro, il quale per molti anni interpretò il ruolo dell'"Inca". I partecipanti prendono molto seriamente il proprio ruolo, e lo spettacolo è uno sprizzare di colori, musica e danze. La nuova festa di Inti Raimi, con oltre sessant'anni di esistenza, è ormai parte integrante della vita di Cuzco. Non soltanto è il momento centrale del mese di giugno nella città, ma la sua fama ha oltrepassato i confini peruviani ed è stata un esempio per dare nuova vita a molte feste dell'identità nazionale, come il Sóndor Raymi, messo in scena nella città di Andahuaylas.